# ثله العليا (المكلا)

تعديل مصدري - تعديل

ثله العليا هي إحدى قرى عزلة المكلا بمديرية المكلا التابعة لمحافظة حضرموت، بلغ تعداد سكانها 198 نسمة حسب تعداد اليمن لعام 2004.